# 釘靈國

圖出自《古今圖書集成·方輿彙編·邊裔典·第一百三十九卷》

釘靈國，一作丁靈、丁零、丁令，又稱作馬脛國，其人為馬人，膝以上為人頭人身，膝以下為馬腿馬蹄，不騎馬，卻健走如馬。

## 記載
《魏略》記載，在烏孫有北丁零國之外有馬脛國，與《山海經》傳說類似，可能有相同起源。一般認為即是《史記》所說的丁零，或丁靈，元代《異域志》也有類似記載。